# Broadcom
Broadcom Corporation är ett amerikanskt företag som huvudsakligen tillhandahåller integrerade kretsar specialiserade för kommunikation via bredband. Företaget tillverkar inte kretsarna själv, all tillverkning är outsourcad.
Företaget grundades 1991 av Henry T. Nicholas III och Henry Samueli, tekn.dr. och såldes 2016 till Avago Technologies Ltd. för $37 miljarder, det nya kombinerade företaget fick namnet Broadcom Ltd. Samueli är CTO och sitter i koncernstyrelsen för det nya företaget.